# Antocha (Antocha) pterographa
Antocha (Antocha) pterographa is een tweevleugelige uit de familie steltmuggen (Limoniidae). De soort komt voor in het Palearctisch gebied.